# Lauri Dalla Valle
Lauri Dalla Valle (sinh ngày 14 tháng 9 năm 1991) là một cầu thủ bóng đá người Phần Lan hiện đang chơi cho Liverpool. Anh cao 1,80m.

## Tuổi thơ
Dalla Valle sinh ở Kontiolahti, gần thành phố Joensuu, Phần Lan vào ngày 14 tháng 9 năm 1991, trong gia đình có ba con của ông Loreno Dalla Valle, một cựu cảnh sát Ý và giám đốc công ty nấm, và bà Marketta Dalla Valle, một người Phần Lan.

## Sự nghiệp

### Sự nghiệp câu lạc bộ
Anh bắt đầu sự nghiệp ở Phần Lan trong màu áo JIPPO, và tài năng của anh đã giúp anh được gia nhập đội trẻ Inter Milan vào năm 2005. Tuy nhiên, Dalla Valle, với rào cản về ngôn ngữ, nhanh chóng trở nên nhớ nhà và trở về Phần Lan chỉ sau vài tháng. Anh bắt đầu mùa giải 2007 cùng JIPPO ở giải ngoại hạng Phần Lan, nhưng bị dính chấn thương nặng ở vòng bốn Cúp quốc gia Phần Lan vào tháng 5 năm 2007, và phải ngồi ngoài trong vài tháng. Anh ghi bàn thắng duy nhất cho đội chính ở trận đó trước khi bị chấn thương. Cuối cùng anh chỉ chơi 8 trận ở giải ngoại hạng trong mùa giải 2007. Anh là mục tiêu chuyển nhượng của Chelsea vào tháng 10 năm 2007.

### Liverpoool
Vào đầu tháng 11 năm 2007, anh thử việc cho Liverpool, trong lần thứ hai (lần trước đó là tháng 11 năm 2006) và anh ký hợp đồng 3 năm rưỡi với câu lạc bộ một vài ngày sau, gia nhập đội bóng vào tháng 1 năm 2008. Anh là thành viên của Liverpool vào đến chung kết giải FA trẻ vào năm 2009 và ghi 8 bàn, bao gồm 4 bàn vào lưới Birmingham City ở trận bán kết qua 2 lượt đấu. Anh được đưa lên đội dự bị Liverpool vào tháng 6 năm 2009 và nhờ đó đầu mùa giải 2009-10 được tập cùng đội chính ở Melwood. Vào ngày 12 tháng 1 năm 2010, Lauri ghi cú hattrick sau 32 phút trong trận thắng 5-1 ở giải FA Youth Cup trước Leicester City ở sân Walkers Stadium.

### Mùa giải 2010-11
Ở đầu mùa giải mới anh được trao số áo 38 ở đội chính. Anh chơi trong trận gặp đối thủ tới từ Thuỵ Sĩ Grasshoppers và đội bóng Đức FC Kaiserslautern trong loạt trận giao hữu trước mùa giải.
Vào ngày 29 tháng 7 năm 2010, anh có trận ra mắt trong đội chính Liverpool khi vào sân thay Alberto Aquilani ở phtuts 83 trong trận đấu thuộc vòng loại thứ 3 Europa League 2010-11 gặp FK Rabotnički ở sân Philip II Arena ở Skopje, Macedonia.

### Thi đấu quốc tế
Bố của Dalla Valle là người Ý, và do đó anh được phép chọn chơi cho đội tuyển Ý, nhưng một số người đã dự đoán rằng anh sẽ khó có cơ hội ra sân cho đội tuyển Ý, và Dalla Valle đã cùng đội U17 Phần Lan tham dự vòng loại giải U17 châu Âu 2006. Tuy nhiên, từ đó Dalla Valle đã từ chối cùng đội U21 tham dự vòng loại giải U21 châu Âu 2011. Huấn luyện viên đội U21 Markku Kanerva và huấn luyện viên đội A Stuart Baxter đã chỉ trích quyết định này.

## Phong cách thi đấu
Dalla Valle dã được so sánh là Fernando Torres mới qua phong cách chơi của anh, một lối chơi tốc độ, cần mẫn và có kĩ năng dứt điểm tốt.
Anh đã được miêu tả là một trong số những niềm hi vọng lớn trong tương lai của Liverpool.

## Thống kê sự nghiệp
|                                   |                     | Premier League | Premier League | FA Cup | FA Cup | League Cup | League Cup | châu Âu | châu Âu | Tổng | Tổng |
| --------------------------------- | ------------------- | -------------- | -------------- | ------ | ------ | ---------- | ---------- | ------- | ------- | ---- | ---- |
| Liverpool                         | 2010–11             | 0              | 0              | 0      | 0      | 0          | 0          | 1       | 0       | 1    | 0    |
| Tổng                              | Tổng                | 0              | 0              | 0      | 0      | 0          | 0          | 1       | 0       | 1    | 0    |
| Tổng cộng sự nghiệp               | Tổng cộng sự nghiệp | 0              | 0              | 0      | 0      | 0          | 0          | 1       | 0       | 1    | 0    |
| Tính tới ngày 30 tháng 7 năm 2010 |                     |                |                |        |        |            |            |         |         |      |      |